# Секс, насилие и хорошее настроение
Секс, насилие и хорошее настроение — второй студийный альбом московской группы Барто, издан в 2009 году. От первого он отличается существенно большей мрачностью и серьёзностью.
На несколько песен альбома были сняты видеоклипы. Один из них — на композицию, посвящённую всемирному экономическую кризису. «Секс, Насилие и Хорошее Настроение» был выдвинут в 3-х номинациях (Видео, Песня, Лирика) на Степном волке 2009 и стал альбомом года по версии журнала «Cosmopolitan».

## Список композиций
| №   | Название                         | Длительность |
| --- | -------------------------------- | ------------ |
| 1.  | «90-е»                           | 2:50         |
| 2.  | «Скоро всё ёбнется» (feat. Naka) | 2:43         |
| 3.  | «Одноклассники»                  | 3:26         |
| 4.  | «Берлин»                         | 3:26         |
| 5.  | «Коммунист»                      | 2:04         |
| 6.  | «Молотов»                        | 3:18         |
| 7.  | «Хочу»                           | 2:31         |
| 8.  | «Дуче» (feat. КАЧ)               | 2:44         |
| 9.  | «Танки и пантеры»                | 2:54         |
| 10. | «Голод»                          | 2:58         |
| 11. | «Эпоха»                          | 3:30         |
| 12. | «Джихад»                         | 4:31         |

## Участники записи
- Мария Любичева — музыка, аранжировки, вокал, тексты
- Евгений Куприянов — синтезаторы, вокал, тексты
- Алексей Отраднов — тексты, концепция